# ヘレン・ヘイズ
ヘレン・ヘイズ（Helen Hayes, 1900年10月10日 - 1993年3月17日）は、アメリカ合衆国の女優。

## 生涯
1900年にワシントンD.C.にて、ヘレン・ヘイズ・ブラウン（Helen Hayes Brown）として生まれる。両親はアイルランド系カトリック教徒で、父親はワシントン特許庁の事務員、母親は巡業一座の女優であり、アイルランド人歌手キャサリン・ヘイズの姪。
幼い頃から舞台に立ち、「ブロードウェイのファーストレディ」（First Lady of the American Theater）」という愛称が付く。短編映画に出演後、ハリウッドに移る。
本格的な映画初出演作品である1931年公開の『マデロンの悲劇』でアカデミー主演女優賞を、1970年公開の『大空港』でアカデミー助演女優賞を受賞。また、エミー賞、トニー賞（3回）、グラミー賞も受賞している。
私生活では1928年に劇作家のチャールズ・マッカーサーと結婚。娘メアリーは女優になったが、19歳の時に亡くなった。その後ジェームズを養子として受け入れ、彼も俳優となった。
1993年、心臓麻痺によりニューヨーク州ナイアックで他界。92歳没。

## 主な出演作品

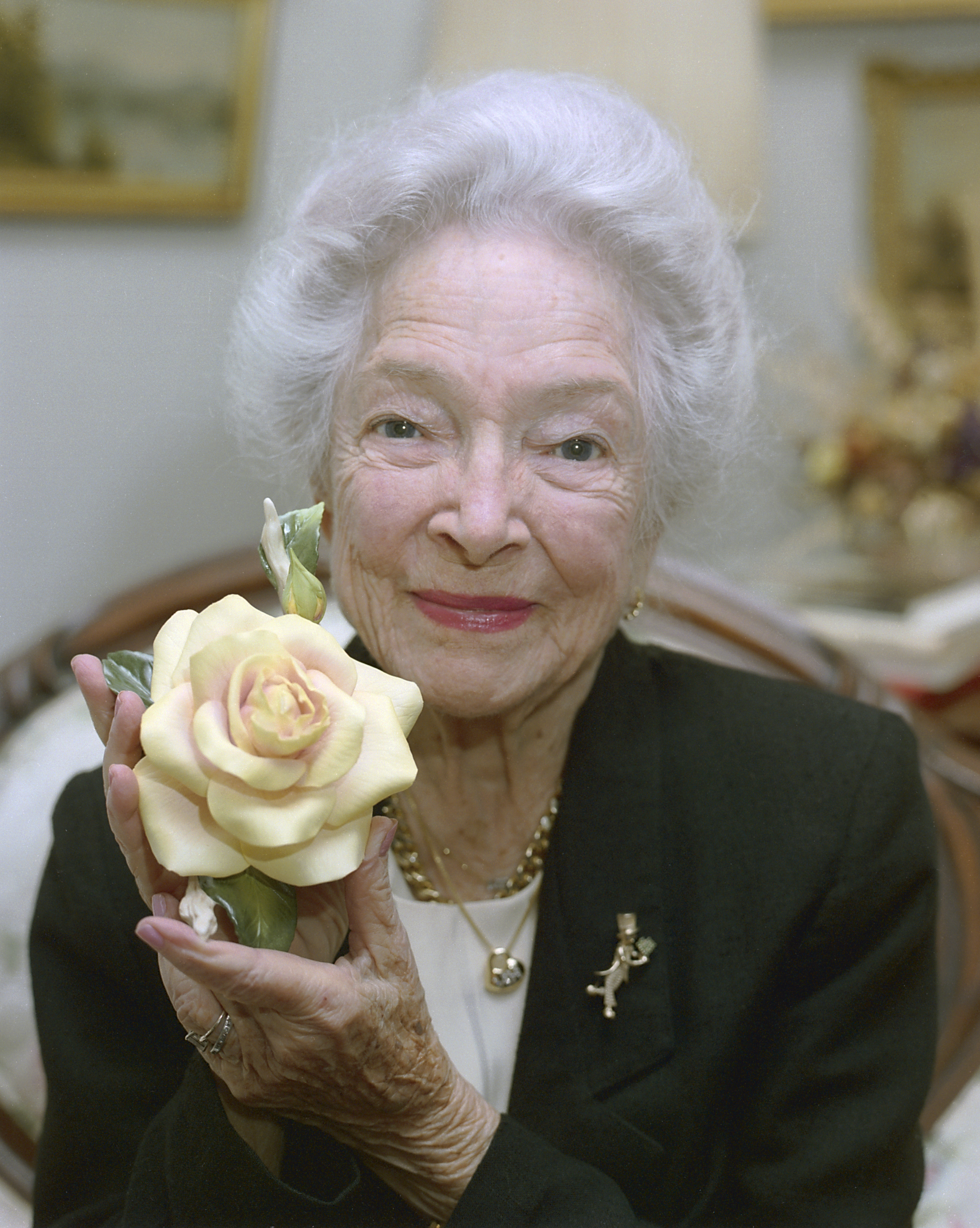
晩年のヘレン・ヘイズ

### 映画
- マデロンの悲劇 The Sin of Madelon Claudet (1931)
- 人類の戦士 Arrowsmith (1931)
- 戦場よさらば A Farewell to Arms (1932)
- 散り行く魂 The Son-Daughter (1932)
- ホワイト・シスター The White Sister (1933)
- 舗道の雨 Another Language (1933)
- 夜間飛行 Night Flight (1933)
- ステージドア・キャンティーン Stage Door Canteen (1943)
- マイ・サン・ジョン/赤い疑惑 My Son John (1952)
- 追想 Anastasia (1956)
- 虎の行動 Action of the Tiger (1957)
- 大空港 Airport (1970)
- 続ラブ・バッグ Herbie Rides Again (1974)
- エンテベの勝利 Victory at Entebbe (1976)
- キャンドルシュー/セント・エドモンドの秘宝 Candleshoe (1977)
- カリブ海殺人事件 A Caribbean Mystery (1983)
- 魔術の殺人 Murder with Mirrors (1985)

### テレビシリーズ
- 探偵スヌープ姉妹 The Snoop Sisters (1973-1974)